# Kirkland (Washington)
Kirkland és una població dels Estats Units a l'estat de Washington. Segons el cens del 2000 tenia 45.054 habitants.

## Demografia
Segons el cens del 2000, Kirkland tenia 45.054 habitants, 20.736 habitatges, i 11.031 famílies. La densitat de població era de 1.628,8 habitants per km².
Dels 20.736 habitatges en un 23,3% hi vivien nens de menys de 18 anys, en un 42% hi vivien parelles casades, en un 8,1% dones solteres, i en un 46,8% no eren unitats familiars. En el 35,6% dels habitatges hi vivien persones soles el 6,7% de les quals corresponia a persones de 65 anys o més que vivien soles. El nombre mitjà de persones vivint en cada habitatge era de 2,13 i el nombre mitjà de persones que vivien en cada família era de 2,8.
Per edats la població es repartia de la següent manera: un 18,5% tenia menys de 18 anys, un 9,3% entre 18 i 24, un 38,1% entre 25 i 44, un 23,9% de 45 a 60 i un 10,2% 65 anys o més.
L'edat mediana era de 36 anys. Per cada 100 dones de 18 o més anys hi havia 92,8 homes.
La renda mediana per habitatge era de 60.332 $ i la renda mediana per família de 73.395 $. Els homes tenien una renda mediana de 50.691 $ mentre que les dones 39.737 $. La renda per capita de la població era de 38.903 $. Aproximadament el 3,9% de les famílies i el 5,3% de la població estaven per davall del llindar de pobresa.

## Poblacions properes
El següent diagrama mostra les poblacions més properes.